# 바그너 튜바

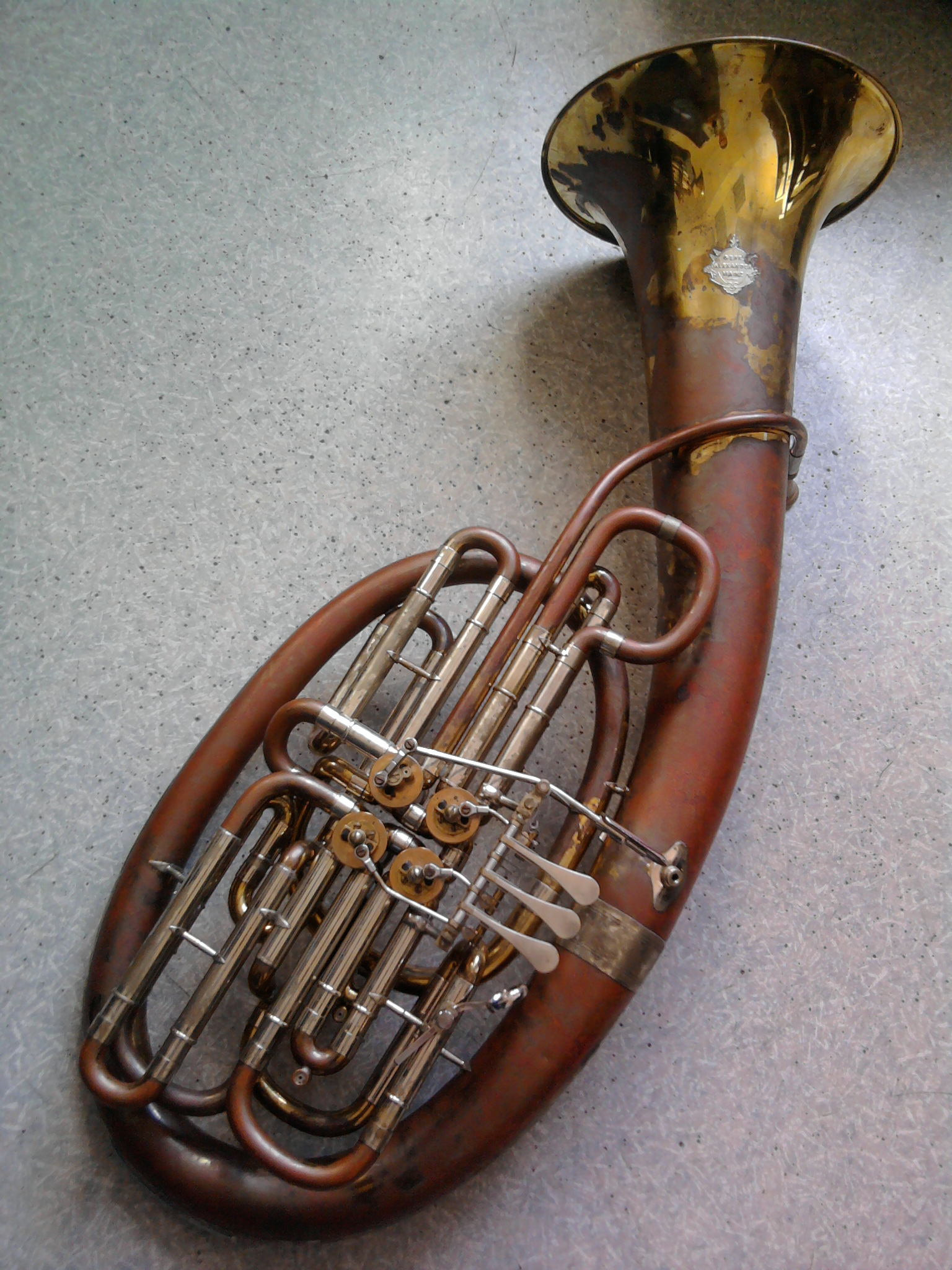

바그너 튜바(Wagnertuba)는 금관악기이다. 이름과 달리 튜바가 아니라 호른의 종류에 속한다. 호른과 같은 마우스피스를 사용한다. 그래서 바그너 튜바는 호른 연주자가 연주할 수 있다.

## 설명
리하르트 바그너가 니벨룽의 반지에 쓰려고 고안한 것이다.
안톤 브루크너가 교향곡 7번, 8번, 9번에서 사용했고 리하르트 슈트라우스도 자신의 오페라와 알프스 교향곡에서 사용했다. 스트라빈스키는 봄의 제전에서 사용했다.